# Clouds across the moon
Clouds across the moon is een single van Richard Anthony Hewson met zijn RAH Band, zijnde Hewsons elektronisch orkest uit 1985. Het is afkomstig van hun album Mystery. Deze single van de RAH Band, zong Richards toenmalige vrouw Liz. De band bracht talloze singles uit, maar deze single is de enige die de Nederlandse en Belgische hitparades wist te bereiken. Hewson moest het ook niet hebben van zijn eigen nummers; hij was muziekproducent en arrangeur van/voor tientallen andere artiesten. In 2007 bracht Richard Hewson het nummer opnieuw uit, ditmaal met een andere zangeres: Emma Charles.
Er zijn covers bekend van Yoshinori Sunahara (1995), Regine Velasquez (2008) en Ely Bruna (2010).
Het lied, deels gebaseerd op sciencefiction, gaat over een gesprek van een vrouw die haar jaarlijks gesprek heeft met haar man, die op een ruimtereis is naar Mars.

## Hitnoteringen
De RAH band scoorde met deze plaat in Frankrijk (10 weken; hoogste plaats 29) en Zweden (4 weken; negende plaats). In thuisland het Verenigd Koninkrijk was het een van de zeven singles die de UK Singles Chart haalde (10 weken; hoogste plaats 6).
In Nederland was de plaat op donderdag 2 mei 1985 TROS Paradeplaat op Hilversum 3 en werd een grote hit. De plaat bereikte de 5e positie in zowel de Nederlandse Top 40 als de TROS Top 50. In de Nationale Hitparade werd de 8e positie bereikt en in de Europese hitlijst op Hilversum 3, de TROS Europarade werd de 16e positie bereikt. In België bereikte de plaat de 6e positie in beide Vlaamse hitlijsten.

### Nederlandse Top 40
| Positie: | 32 | 22 | 15 | 10 | 8 | 6 | 5 | 5 | 9 | 13 | 23 | uit |

### Nationale Hitparade
| Positie: | 35 | 17 | 11 | 10 | 9 | 8 | 10 | 15 | 20 | 28 | 43 | uit |

### TROS Top 50
Hitnotering: 23-05-1985 t/m 08-08-1985. Hoogste notering: #5 (3 weken). TROS Paradeplaat op 02-05-1985.

### TROS Europarade
Hitnotering van week 27 t/m week 32 van 1985. Hoogste notering: #16 (1 week).

### Vlaamse Radio 2 Top 30
| Positie: | 27 | 22 | 24 | 19 | 11 | 10 | 6 | 7 | 11 | 29 | 27 | 25 | uit |

### Vlaamse Ultratop 50
| Positie: | 30 | 22 | 22 | 15 | 10 | 8 | 6 | 8 | 10 | 19 | 32 | 35 | uit |

### NPO Radio 2 Top 2000
| Nummer met noteringen in de NPO Radio 2 Top 2000 | '99  | '00  | '01  | '02  |
| ------------------------------------------------ | ---- | ---- | ---- | ---- |
| Clouds across the moon                           | 1642 | 1705 | 1750 | 1513 |

1. ↑  Een vetgedrukt getal geeft de hoogste notering aan.
2. ↑  Deze tabel is bijgewerkt tot en met de laatste editie (2024).